# RD Slovan Ljubljana
Maillots
Actualités
Dernière mise à jour : 15 novembre 2021.
Le RD Slovan Ljubljana est un club de handball situé à Ljubljana en Slovénie fondé en 1948. Il évolue en 1. A Liga pour la saison 2021-2022.

## Histoire
Si le Slovan Ljubljana n'est pas connu comme l'un des meilleurs clubs de Yougoslavie, il est le seul club de l'actuelle Slovénie à avoir remporté le Championnat de Yougoslavie, en 1980. Ce titre est un peu une surprise puisque ce sera la seule fois où le club termine sur le podium du championnat yougoslave, mais le club démontre la saison suivante que son titre n'est pas usurpé puisqu'il atteint la finale de la Coupe des clubs champions (C1) après avoir éliminé tour à tour le Steaua Bucarest, le FC Barcelone et le CSKA Moscou avant de s'incliner face au SC Magdebourg. Les saisons suivantes, le club atteint la finale de la Coupe de Yougoslavie en 1982 et en 1986 et les demi-finales de la Coupe des vainqueurs de coupe (C2) en 1983-1984.
Depuis l'indépendance de la Slovénie, le club ne réalise pas de grande performances en dehors d'une deuxième place en Championnat de Slovénie en 1992 et de deux finale de la Coupe de Slovénie en 1992 et en 1996.

## Palmarès
| Compétitions internationales                                                                                               | Compétitions nationales |
| - Coupe des clubs champions (C1) - Finaliste : 1980-1981 - Coupe des vainqueurs de coupe (C2) - Demi-finaliste : 1983-1984 | - Championnat de Yougoslavie (1) : 1980 - Coupe de Yougoslavie - Finaliste : 1982 et 1986 - Championnat de Slovénie - Deuxième: 1992 - Coupe de Slovénie - Finaliste : 1992 et 1996 |

## Personnalités liées au club
L'effectif finaliste de la Coupe des clubs champions 1980-1981 était :
- Gardiens de buts : Vlado Brglez, Mario Sirotič ;
- Joueurs de champs : Vili Ban, Miha Bojović, Vlado Bojović (en), Zoran Ravlić, Matjaž Tominec, Marjan Gorišek , Stojan Šumej, Franc Doblekar, Radivoje Krivokapić (en), Jani Longo
- Entraîneur : Jože Šilc.

Parmi les autres personnalités, on trouve :
- Ilija Abutović : joueur de 2010 à 2011
- / Janko Božović : joueur de 2009 à janvier 2011
- Uroš Bundalo (en) : joueur avant 2011
- Urh Kastelic (en) : joueur prêté au club de 2013 à 2014
- Aleksa Kolaković : joueur junior de 2013 à 2014
- Goran Kozomara : joueur de 2002 à 2003
- / Slavisa Rističeviċ : joueur de 1989 à 1990
- Uroš Zorman : joueur formé au club jusqu'en 1997

## Divers
Le club possède un club de supporters nommé Red Tigers.
Les matchs du RD Slovan Ljubljana se jouent au Dvorana Kodeljevo.